# Apiocera melanura
Apiocera melanura är en tvåvingeart som beskrevs av Mont A. Cazier 1941. Apiocera melanura ingår i släktet Apiocera och familjen Apioceridae.
Artens utbredningsområde är Arizona. Inga underarter finns listade i Catalogue of Life.